# Dūmė
Dūmė je říčka v jižní Litvě, v okrese Prienai. Pramení na severovýchodním okraji Žemaitkiemisu. Teče směrem jihovýchodním. Do řeky Peršėkė se vlévá v městysu Balbieriškis jako její levý přítok, 0,4 km od jejího ústí do Němenu. Přes řeku vede dálnice A16/E28. Horní tok je regulovaný. Šířka koryta je 7 - 8 m, hloubka je 1,8 - 1,9 m. Šířka neregulovaného koryta je do 5 m. Průměrný spád je 3,66 m/km. Dolní tok spadá do Chráněné krajinné oblasti Nemuno kilpos (Meandry Němenu).

## Přítoky
- Levé: Alica (délka: 3,4 km, vlévá se 7,9 km od ústí, hydrologické pořadí: 10010915) + další dva málo významné
- Pravé: Aviniškė (d. - 7,1 km, plocha povodí: 24,0 km², vlévá se na 9,1 km, 10010914), Ringis (d. - 9,6 km, p.p. 20,8km², vlévá se na 1,0 km, 10010916)

## Obce při řece
Žemaitkiemis, Tartupis, Vartai, Kunigiškiai, Paprūdžiai, Medvišiai, Zaslona, Žvyrynai, Žydaviškis, Pabarsčiai, Balbieriškis.